# リッジレーサー アクセラレーテッド
『リッジレーサー アクセラレーテッド』（Ridge Racer Accelerated）は、バンダイナムコゲームス（ナムコレーベル）より発売（配信）されたiPhoneおよびiPod touch、Android（ただしタブレットを除く）用のレースゲームである。
iPad用の『リッジレーサー アクセラレーテッド HD』およびSoftBank 006SH用の『Ridge Racer Accelerated for 006SH』、auスマートパス会員用の『Ridge Racer Accelerated auスマートパス』についても本項で扱う。

## 概要
PlayStation Portable向けにリリースされたリッジレーサーズを携帯型端末向けに移植したもの。ニトロシステムやマシンタイプなどのゲームシステムはそのままに、高解像度化やジャイロセンサーへの対応が行われた。
RIDGE RACER ACCELERATED
2009年12月配信。iPhoneおよびiPod Touch向けのリッジレーサーシリーズとしてリリースされた。ジャイロセンサーを利用した独特の操作方法が特徴。
RIDGE RACER ACCELERATED HD
2011年2月配信。iPadの解像度1024x768pxに対応し、より高解像度で楽しむことができるようになった。
RIDGE RACER ACCELERATED for 006SH
2011年6月発売のSoftBank 006SHにプリインストール。960x540pxの解像度に対応。ゲームをアンインストールした後でも、Android Marketから再インストールすることができる。
RIDGE RACER ACCELERATED for Android
2012年2月15日配信。Android 2.3以上のバージョンに対応。for 006SHで割愛された3つのコース、CLASS 5のマシンや、10個のBGMが追加された。汎用化のため3D機能がなく、動作速度が低下している。
RIDGE RACER ACCELERATED auスマートパス
2012年3月1日配信。本アプリのインストールにはAndroid 2.3以上のバージョンがインストールされたAndroid搭載auスマートフォンが必要かつ別途auスマートパス会員への登録（月額・390円(税込)）が必要となる。ちなみにauスマートパス会員を退会、およびau（KDDIおよび沖縄セルラー電話）以外のキャリアへMNPした場合、本アプリは自動的にアンインストールされる仕組みとなっている。

## システム

### 操作方法
端末内蔵のジャイロセンサーを利用し、端末を左右に傾けることでステアリング操作を行う独特の操作方法が採用されている。また画面上に表示されるステアリングやアクセル、ブレーキをタッチすることで操作を行うことも可能。

## 内容

### モード
ARCADE
台のマシンで時間制限付きのレースを行う。途中に設定されているチェックポイントを通過することで、残り時間を増やすことができる。
DUEL
台のマシンでレースを行う。画面上に表示されるボタンをタッチすることで、後述のスペシャルカーと対戦できる。
SURVIVAL
台のマシンでレースを行う。1周ごとに最後尾のマシンがレースから脱落し、最終ラップとなる3周目では1対1のレースとなる。
TIME ATTACK
車のみでレースを行う。最速となる1周のラップタイムおよび3周合計のトータルタイムを争う。
TIME ATTACK Game Center
iOSのみ。Game Centerに接続し、世界中のユーザとタイムを争うことができる。
ONLINE SHOP
iOSのみ。初期状態では利用できないマシンやコースを追加パック形式で購入することができる。
OPTIONS
操作方法や難易度を選択する。
MORE NAMCO GAMES
iOSのみ。ナムコから発売されている他のゲームを購入することができる。

## コース

### コースの種類
走行するコースにはそれぞれ通常ルートと逆走ルートがあり、逆走ルートの場合はコース名の後に「R」が表示される。逆走コースは最初は鍵のマークがついたロック状態であり、いずれかのゲームモードで通常ルートを走り勝利するとアンロックされる。
Crimsonrock Pass
Sunset Drive
Ridge City Highway
Shuttleloop Highway
Ocean Bay
Seaside Route 765
Extreme Oval
Silvercreek Dam
Midtown Expressway
Diablo Canyon Road
Crystal Coast Highway

## メーカー&マシン
初期状態では選択できるマシンが限定されているが、追加パックを購入することでマシンを増やすことができる。マシンはクラスごとにType-S/R/Zの3種類が用意される。同じマシンでもタイプごとに最高速度と初期ニトロ量が異なる。最初はType-Sしか選ぶことができないが、マシンごとに決められた条件を満たすことでType-RおよびType-Zのマシンを入手することができる。同様にスペシャルクラスのマシンもDuelモードの特定コースで勝利することで入手できる。
| マシン           | メーカー | クラス | ドリフトタイプ |
| ---------------- | -------- | ------ | -------------- |
| FIERA type-S     | KAMATA   | 1 4    | STD            |
| PROPHETIE type-S | age      | 1 4    | MLD            |
| BAYONET type-S   | DANVER   | 1 4    | DYN            |
| FIERA type-R     | KAMATA   | 1 4    | STD            |
| PROPHETIE type-R | age      | 1 4    | MLD            |
| BAYONET type-R   | DANVER   | 1 4    | DYN            |
| FIERA type-Z     | KAMATA   | 1 4    | STD            |
| PROPHETIE type-Z | age      | 1 4    | MLD            |
| BAYONET type-Z   | DANVER   | 1 4    | DYN            |
| ABEILLE type-S   | age      | 2 5    | STD            |
| ESPERANZA type-S | GNADE    | 2 5    | MLD            |
| BISONTE type-S   | ASSOLUTO | 2 5    | DYN            |
| ABEILLE type-R   | age      | 2 5    | STD            |
| ESPERANZA type-R | GNADE    | 2 5    | MLD            |
| BISONTE type-R   | ASSOLUTO | 2 5    | DYN            |
| ABEILLE type-Z   | age      | 2 5    | STD            |
| ESPERANZA type-Z | GNADE    | 2 5    | MLD            |
| BISONTE type-Z   | ASSOLUTO | 2 5    | DYN            |
| FATALITA type-S  | ASSOLUTO | 3 6    | STD            |
| EO type-S        | HIMMEL   | 3 6    | MLD            |
| RAGGIO type-S    | SOLDAT   | 3 6    | DYN            |
| FATALITA type-R  | ASSOLUTO | 3 6    | STD            |
| EO type-R        | HIMMEL   | 3 6    | MLD            |
| RAGGIO type-R    | SOLDAT   | 3 6    | DYN            |
| FATALITA type-Z  | ASSOLUTO | 3 6    | STD            |
| EO type-Z        | HIMMEL   | 3 6    | MLD            |
| RAGGIO type-Z    | SOLDAT   | 3 6    | DYN            |
| BISONTE ver-R4   | ASSOLUTO | SP1    | SPL            |
| ANGELUS ver-RRs  | KAMATA   | SP1    | SPL            |
| CRINALE ver-RRs  | SOLDAT   | SP1    | SPL            |